# Capitanía general de Santo Domingo
La capitanía general de Santo Domingo fue una entidad territorial integrante del Imperio español, establecida en la isla Española por la Monarquía Hispánica, durante la Conquista de América. Fue la primera provincia española establecida en el Nuevo Mundo y desde 1511 el ejercicio de la jurisdicción fue organizada en torno a la Real Audiencia de Santo Domingo. El 4 de junio de 1820 se instauró en Santo Domingo la Constitución española, transformándose en la provincia de Santo Domingo, y la misma denominación se volvería a usar durante la reincorporación del 18 de marzo de 1861. Todo el período hispano en la actual República Dominicana fue conocida como Santo Domingo español.
La creación de la capitanía general se originó debido a la abolición del virreinato de las Indias y tras la creación del virreinato de Nueva España.   

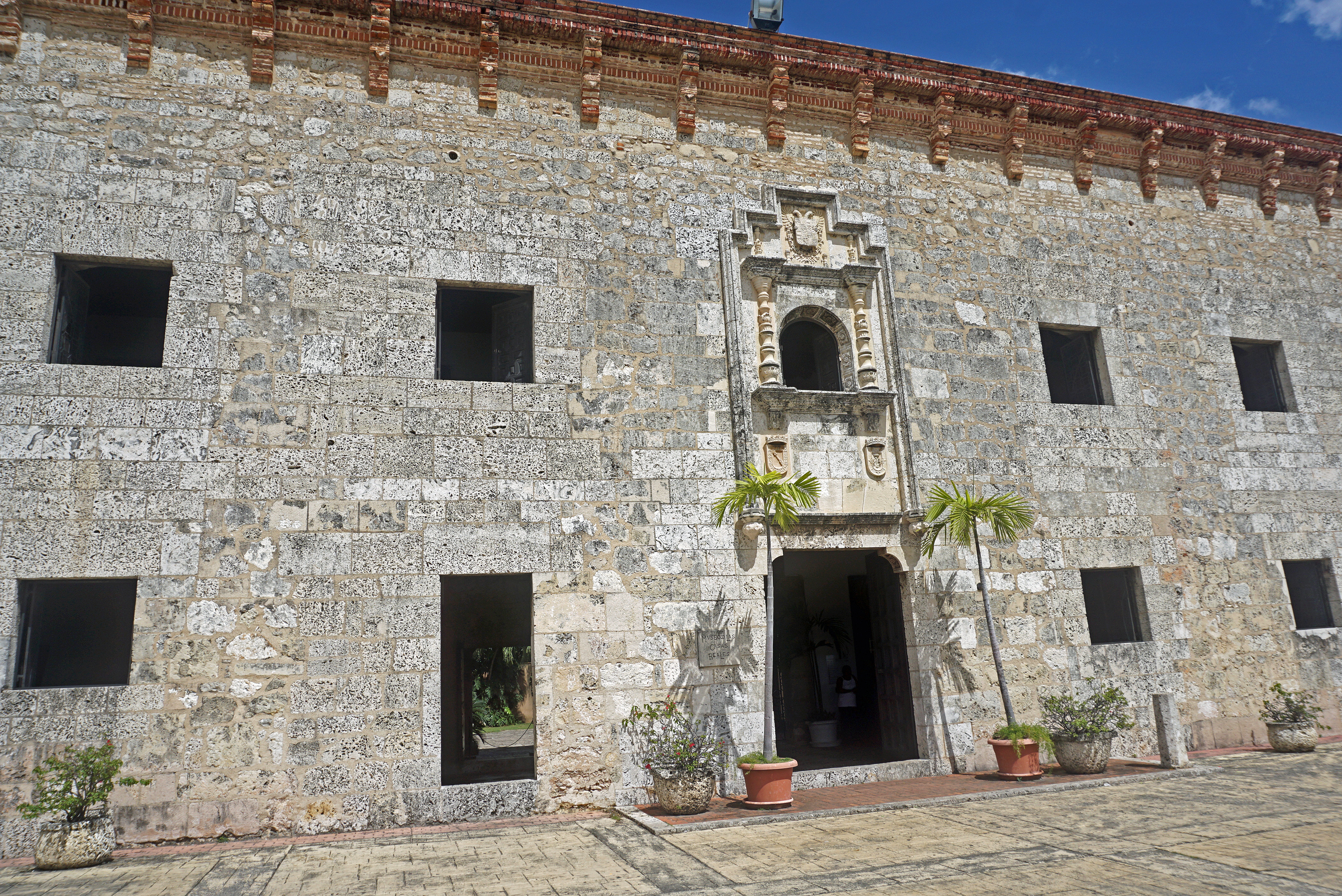
Edificio del Museo de las Casas Reales de Santo Domingo, donde se encontraba la Real Audiencia de Santo Domingo.

Durante un tiempo incluyó lo que es actualmente Haití, también la provincia de Nueva Andalucía y Paria (parte de la actual Venezuela), Nicaragua, la isla de Cuba, Puerto Rico, Provincia de Trinidad y la isla de Santiago (actuales Trinidad y Tobago y Jamaica).
En el siglo XVII los franceses terminaron quedándose con el tercio occidental de la isla, pero los españoles mantuvieron el control permanente de los dos tercios orientales de la isla, con excepción de un período de dominio francés desde 1801 hasta 1809.

## Antecedentes

### Virreinato colombino en La Española
Cristóbal Colón llegó a la isla en su primer viaje, el 5 de diciembre de 1492 y la llamó La Española. Convencidos de que los europeos eran de alguna forma sobrenatural, los taínos les dieron la bienvenida con todos los honores. Era una sociedad totalmente distinta a la europea. Guacanagarix, el jefe anfitrión y sus hombres, los trató con amabilidad y les dio todo lo que deseaban. En palabras del almirante, los indígenas eran «tan afectuosos, generosos y tratables (...) que no hay pueblo mejor en ninguna tierra ni en todo el mundo. Aman a sus vecinos como a sí mismos y su lengua es la más dulce y gentil del mundo».  Sin embargo, el sistema igualitario de los taínos se enfrentó a las estructuras del sistema feudal de los europeos. Esto llevó a los europeos a creer que los taínos eran débiles, y comenzaron a tratar a las tribus con más violencia. Colón intentó mitigar esto cuando él y sus hombres se marcharon de Quisqueya, dejando a los taínos con una buena primera impresión. En este primer viaje, fundó fuerte Navidad, el primer asentamiento castellano en el Nuevo Mundo, ya que la noche anterior una de las naos que habían cruzado el Atlántico, la Santa María, había embarrancado y tuvo que dejar en la isla a treinta y nueve de sus hombres, además de Diego de Arana que estuvo al mando, antes de zarpar para España el 4 de enero de 1493.
Cuando Colón regresó en noviembre de 1493 en su segundo viaje, el 28 de ese mes, después de haber recalado en Samaná y posteriormente en Montecristi, encontró que la pequeña fortaleza, fuerte Navidad, había sido quemada y ninguno de los hombres que había dejado ahí quedaba con vida.  A principios de diciembre, el almirante «decidió que debíamos regresar costeando por donde habíamos venido desde Castilla, porque era por allí por donde se decía que había oro» pero debido al mal tiempo no fue hasta principios de enero que desembarcaron a unos cinco kilómetros al este de Montecristi donde fundó La Isabela, considerada la primera ciudad en América.
El 4 de agosto de 1496, su hermano Bartolomé Colón, quien gobernó hasta 1498, estableció el asentamiento Santo Domingo de Guzmán en la costa sur, que se convirtió en la nueva capital. Se estima que los 400 000 taínos que vivían en la isla fueron esclavizados antes de trabajar en las minas de oro. Como consecuencia de la opresión, el trabajo forzoso, el hambre, las enfermedades y asesinatos en masa, se estima que hacia 1508 ese número se había reducido a alrededor de 50 000. En 1535, solo estaban vivos 6000.
Durante este período, la dirección española cambió de manos varias veces. Cuando Colón partió en otra exploración, Francisco de Bobadilla se convirtió en gobernador. Las acusaciones contra Colón por parte de los colonos debido a su mala gestión se agregaron a una situación política tumultuosa. En 1502, Nicolás de Ovando sustituyó a Bobadilla como gobernador, con un ambicioso plan para ampliar la influencia española en la región. Fue él quien tuvo un trato más brutal con la mayoría de los taínos.
En 1509, Ovando fue relevado por Diego Colón, quien llegó con el título de gobernador de las Indias, pero en 1511 se le reconoce como virrey de las Indias, permaneciendo hasta 1518 y luego entre 1520 y 1524.
En 1511 fue creada la Real Audiencia, pero no se instaló hasta 1526, con jurisdicción sobre todas las tierras colonizadas por Castilla en América.
De 1502 a 1522 hubo una importación masiva de esclavos africanos, favorecida por los reyes de España Fernando e Isabel.
Al crearse el virreinato novohispano en 1535, La Española se convertiría en el mismo año en una entidad autónoma llamada Capitanía General de Santo Domingo que seguiría albergando a la real audiencia homónima y que tenía jurisdicción sobre Nicaragua hasta 1539 y todas las islas del Caribe, en Centroamérica, y las provincias de Trinidad hasta 1591, Venezuela, Nueva Andalucía, Paria y Margarita, en Sudamérica. En 1582 se le segregó la Capitanía General de Puerto Rico aunque seguiría dependiendo de la Real Audiencia de Santo Domingo y del situado mexicano proveniente del virreinato novohispano. La capitanía sufrió un gran declive durante los años venideros debido al abandono por parte de los conquistadores, que habían zarpado a México y Perú en busca de riquezas. Este hecho fue aprovechado por algunos piratas como el corsario Francis Drake, quien se hizo con el control de la parte oriental de la isla en 1586, pidiendo un rescate para devolverla a los españoles.
En 1605, España, descontenta con que Santo Domingo estuviera facilitando el comercio entre sus otras colonias y otras potencias europeas, ordenó al gobernador Antonio Osorio atacar las vastas zonas de las regiones norte y oeste de la isla hispaniola, forzando a sus habitantes a reasentarse más cerca de la ciudad de Santo Domingo. Esta acción, conocida como devastaciones de Osorio, resultó desastrosa: más de la mitad de los colonos reubicados murieron de hambre o enfermedad. Los bucaneros ingleses y franceses se aprovecharon de la retirada de España en una esquina de La Hispaniola para asentarse en la isla de la Tortuga en 1629. Francia estableció un control directo en 1640, reorganizándola como una colonia oficial y ampliando la costa norte de la isla, cuyo extremo oeste España se lo cedió a Francia en 1697 bajo el tratado de Ryswick.

## SigloXVIII

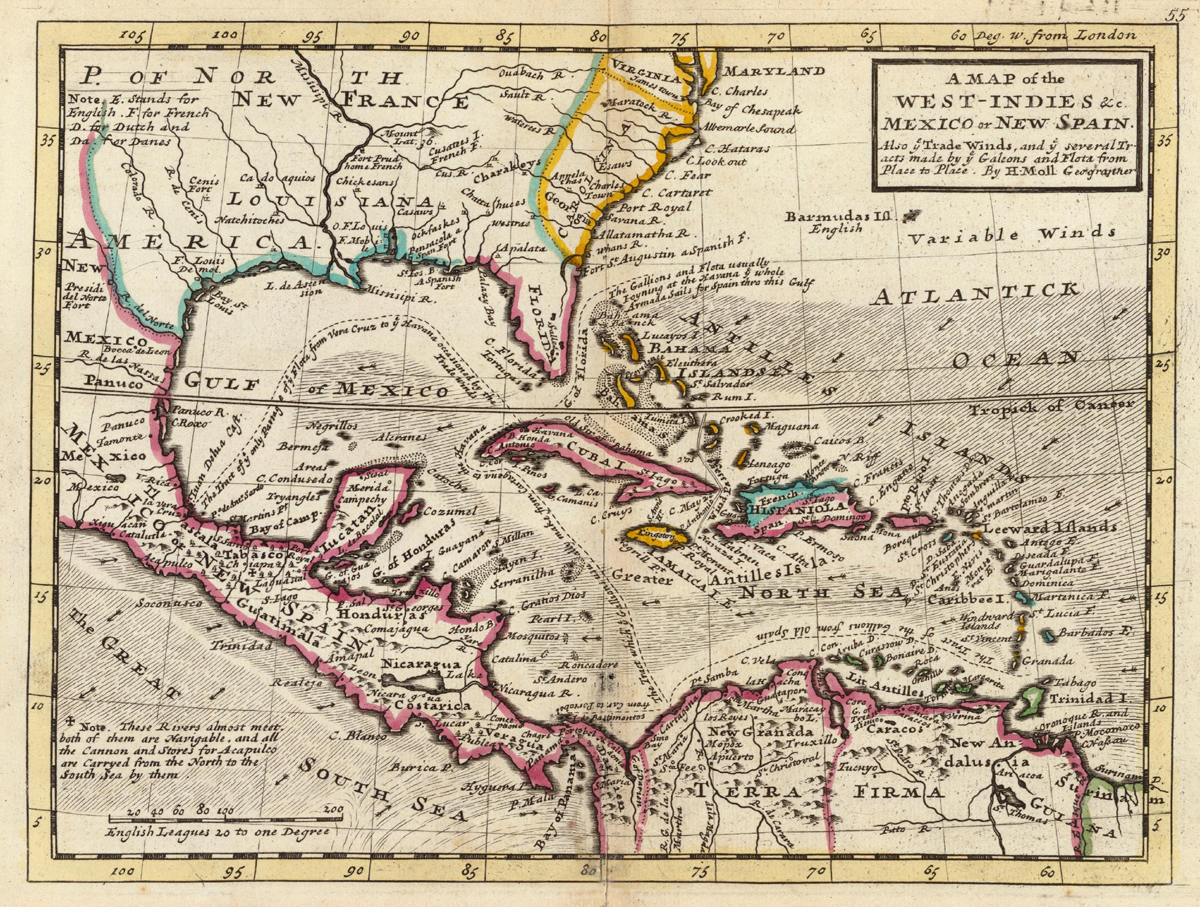
Ubicación de la Capitanía General de Santo Domingo, 1736.

En 1777 se creó definitivamente la Capitanía General de Cuba que también seguiría dependiendo de la real audiencia dominicana y del situado mexicano. Debido al declive de la parte hispana de la isla, España decidió cederle su parte de la misma a Francia mediante el Tratado de Basilea del 22 de julio de 1795. Esto provocó el cierre de su real audiencia y su restablecimiento en 1799 en Santiago de Cuba, hasta que fuera establecida en la misma isla el 31 de julio de 1800 en la villa de Santa María del Puerto Príncipe, adoptando el nombre de esta urbe. En este tratado se establecía que Francia debía devolver los territorios ocupados en España, así como la normalización de las relaciones comerciales entre ambos países.
Los franceses ocuparon la parte oriental de la isla, hasta que fueron derrotados por los habitantes españoles en la batalla de Palo Hincado el 7 de noviembre de 1808 y la capitulación definitiva del asediado Santo Domingo el 9 de julio de 1809, con la ayuda de la Marina Real Británica. 

## El reinado de Fernando VII
Con las nuevas autoridades españolas comenzaría el periodo denominado la España Boba. En esta etapa —por la falta del situado mexicano debido a la ocupación francesa y a la consecuente escasez monetaria—  desde 1809 hasta 1821 se acuñaron monedas propias de cobre: de 1/4 real (dos modelos) y 2/4 real, y de plata: de 1 real y 2 reales, además de contramarcar otras del Imperio español con un sello de «F7 coronado»: de 1 real y 8 reales.

## Santo Domingo Republicano
La dominación española continuaría sin éxito hasta 1821, cuando los criollos dominicanos encabezados por el político y escritor José Núñez de Cáceres declararon su independencia que duró solo un par de meses antes de ser ocupado por fuerzas haitianas.
El 27 de febrero de 1844 se proclamó una segunda Independencia de la República Dominicana consumada por el líder político Juan Pablo Duarte, quien junto a otros liberales —autodenominados los trinitarios— terminó con el yugo haitiano que había sometido la parte oriental de la isla por veintidós años. 

## El reinado de Isabel II
Tras diecisiete años como una república independiente, la Corona Española volvió a tomar el control de Santo Domingo en 1861 debido a una anexión propiciada por la clase conservadora dominicana, liderada por el rico terrateniente y primer presidente de la recién proclamada nación Pedro Santana. Este tercer periodo español no prosperó, ya que Gregorio Luperón, un joven nacionalista que comulgaba con las ideas de Duarte, enfrentó a los conservadores en la Guerra de la Restauración, poniendo fin al dominio español de manera definitiva en 1865.

## Organización política

### El Gobernador, sueldo y facultades

#### Gobernador en elsigloXVI

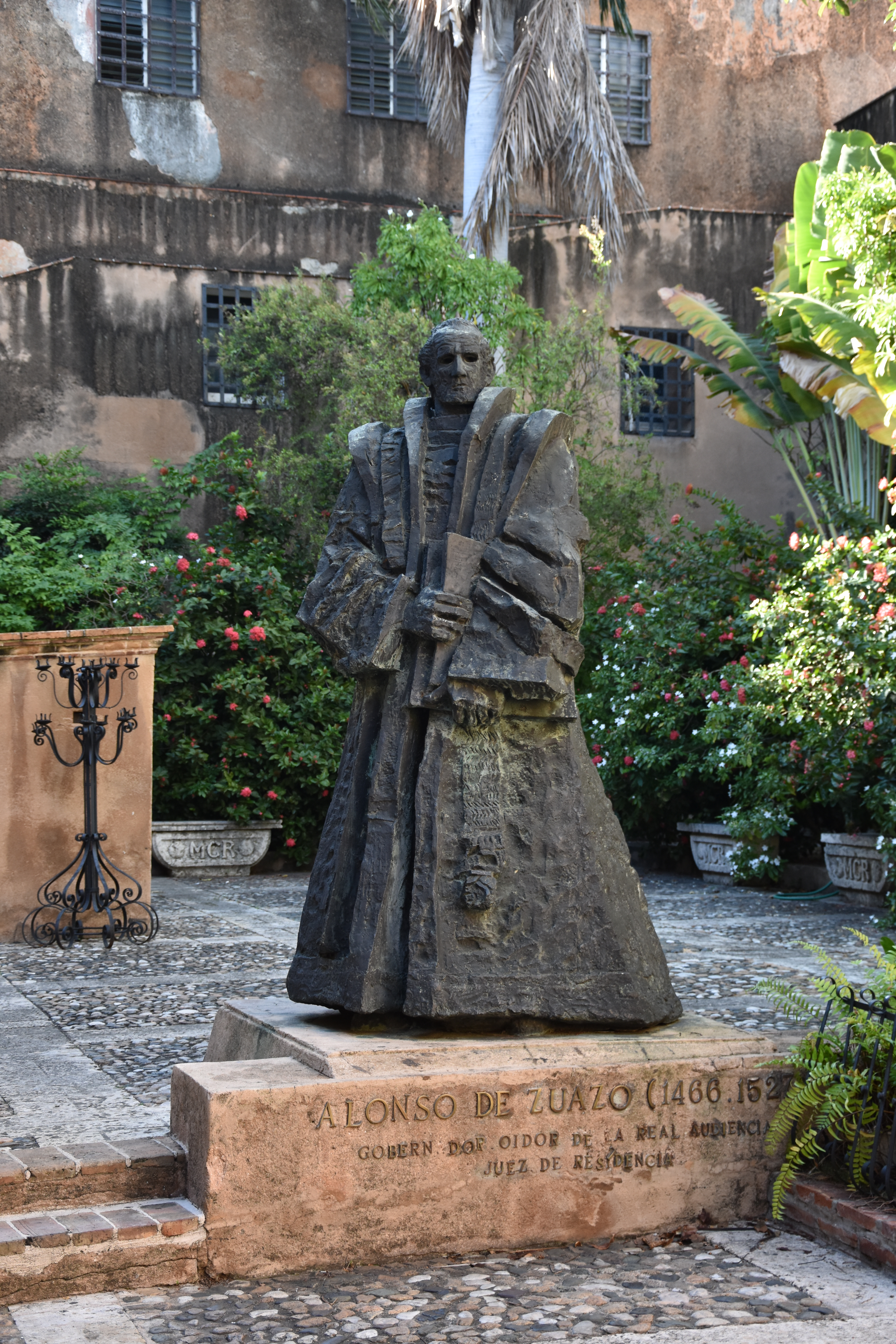
Don Alonso de Zuazo gobernaría junto a Rodrigo Infante y Juan de Badillo siendo oidores de la Real Audiencia.

Desde mayo de 1577 el presidente de la Real Audiencia de Santo Domingo pasaba a ser al mismo tiempo Gobernador de la Capitanía General homónima, además de habérsele aceptado el 8 de mayo del citado año el pedido del título de capitán general y de nuevo previamente al de presidente-gobernador el 20 de febrero de 1583, por lo cual definitivamente desde 1587 quedarían los tres títulos mancomunados, aunque los presidentes de la audiencia ya estaban autorizados desde febrero de 1555 para ejercer el mando militar en caso de necesidad bélica y ausencia en el puesto.

#### Gobernador en elsigloXVIII

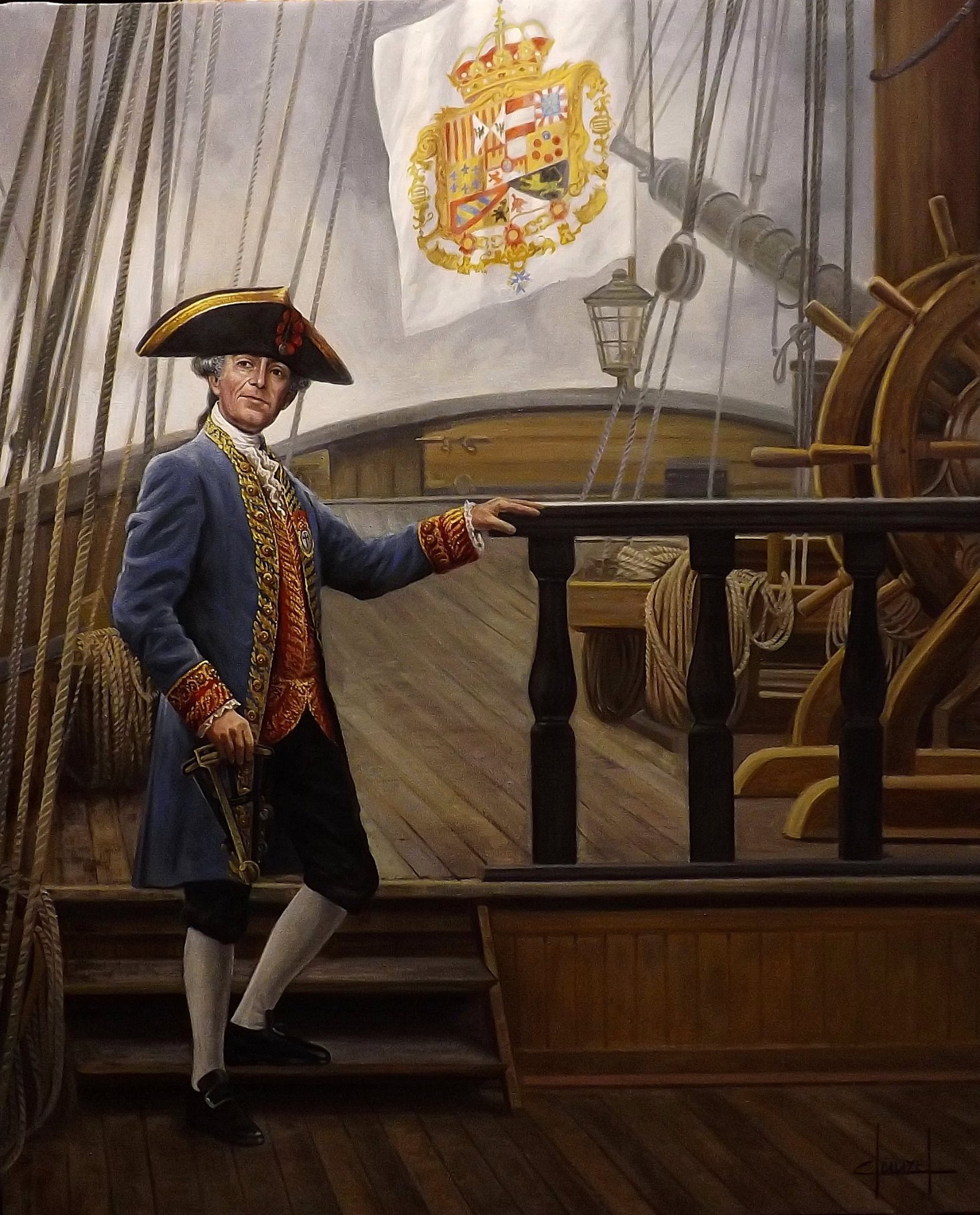
El primer marqués del Socorro, don José Solano y Bote, apodado El Terror del Atlántico.

El Gobernador era el delegado del Rey en su territorio, y tenía facultades para legislar en él, nombrar corregidores y alcaldes mayores, confirmar la elección de los alcaldes ordinarios efectuada por los regidores de cada población, etc. Poseía además el mando supremo de las tropas, y dado el carácter militar que adquirió la isla Española de Santo Domingo, por su situación en el disputado mar de las Antillas y la presencia francesa en el occidente de la isla, ésta fue su principal característica. Todos los Gobernadores de la segunda mitad del siglo XVIII fueron militares, y aunque legalmente se hallaba establecido que, en caso de que este cargo quedara vacante, fuese ocupado por la Audiencia en la persona de su oidor decano. En el 1736 se ordenó que en el caso de Santo Domingo, lo hiciera el teniente del Rey de la plaza de Santo Domingo, con el fin de que el resto de las autoridades isleñas estuviesen en todo momento supeditadas a la militar. El Gobernador durante la mitad del siglo XVIII recibía un sueldo de 55 147 reales dos maravedíes anuales (6 893 pesos aproximadamente) hasta que en 1776 se elaboró el nuevo Reglamento de los sueldos que deberían disfrutar los ministros de las provincias ultramarinas americanas, y se elevó a 8 000 pesos anuales. Muchos Gobernadores de la Capitanía General de Santo Domingo fueron caballeros de la Orden de Santiago y estuvieron condecorados con la Orden de Carlos III. 
En la segunda mitad del siglo XVIII los Gobernadores fueron nombrados siempre por un período de ocho años, aunque en algunas ocasiones sobrepasaron desde luego esta etapa como con Manuel de Azlor y en otras fueron relevados antes de cumplirla, por ser destinados a otros cargos en los que el rey juzgaba podían servirle mejor, como en el caso de José Solano y Bote.

## Lista de Gobernantes de Santo Domingo: 1492 a 1844 y 1861 a 1865

### Primera Época Hispánica
Los Gobernadores Generales de las Indias en total fueron 10, aunque a principios de 1504 los Reyes Católicos nombraron a Pedro de Estopiñán y Virués como Gobernador General de las Indias, pero al demorar su viaje falleció antes de llegar a la isla Española y en 1534 se le reconoció nominalmente al muy joven Luis Colón de Toledo los títulos de tercer almirante de la Mar Océana, undécimo Gobernador General del Virreinato de las Indias y tercer Virrey de las Indias, heredados de su padre, pero nunca se hicieron efectivos.
Los Gobernadores de Santo Domingo fueron en total 4 desde el regreso del virrey Diego Colón a la península y hasta la llegada del virrey Antonio de Mendoza y Pacheco a Nueva España. 
Los Gobernadores de la Capitanía General de Santo Domingo en total fueron 22 desde la proclamación del rey Felipe V y hasta el inicio del dominio francés con el abandono de la isla por el Gobernador Joaquín García y Moreno.
| Gobernadores Generales del Virreinato de las Indias. |                                                                     |                                                   | |                                       |                                                                                       |
| Retrato                                              | Nombre                                                              | Periodo                                           | Altos cargos ejercidos | Virrey                                | Monarca                                                                               |
|                                                      | Cristóbal Colón                                                     | 5 de diciembre de 1492 a junio de 1496            | • Virrey de las Indias • Almirante de la Mar Océana | Cristóbal Colón (1492-1506).          | Fernando V (1475-1504), Casa de Trastámara. Isabel I (1474-1504), Casa de Trastámara. |
|                                                      | Bartolomé Colón                                                     | junio de 1496 a 30 de agosto de 1498              | • Adelantado de las Indias | Cristóbal Colón (1492-1506).          | Fernando V (1475-1504), Casa de Trastámara. Isabel I (1474-1504), Casa de Trastámara. |
|                                                      | Cristóbal Colón                                                     | 30 de agosto de 1498 a 25 de agosto de 1500       | • Virrey de las Indias • Almirante de la Mar Océana | Cristóbal Colón (1492-1506).          | Fernando V (1475-1504), Casa de Trastámara. Isabel I (1474-1504), Casa de Trastámara. |
|                                                      | Francisco Fernández de Bobadilla                                    | 25 de agosto de 1500 a 15 de abril de 1502        | • Caballero de la Orden de Calatrava | Cristóbal Colón (1492-1506).          | Fernando V (1475-1504), Casa de Trastámara. Isabel I (1474-1504), Casa de Trastámara. |
|                                                      | Nicolás de Ovando y Cáceres                                         | 15 de abril de 1502 a 10 de julio de 1509         | • Caballero de la Orden de Alcántara | Cristóbal Colón (1492-1506).          | Fernando V (1475-1504), Casa de Trastámara. Isabel I (1474-1504), Casa de Trastámara. |
|                                                      | Diego Colón y Perestrelo                                            | 10 de julio de 1509 a junio de 1515               | • Virrey de las Indias • Almirante de la Mar Océana | Diego Colón y Perestrelo (1506-1526). | Juana I (1504-1555), Casa de Trastámara.                                              |
|                                                      | Cristóbal Lebrón                                                    | junio de 1515 a 20 de diciembre de 1516           | | Diego Colón y Perestrelo (1506-1526). | Juana I (1504-1555), Casa de Trastámara.                                              |
|                                                      | Luis de Figueroa, Bernardino de Manzaneda y Alonso de Santo Domingo | 20 de diciembre de 1516 a agosto de 1519          | | Diego Colón y Perestrelo (1506-1526). | Carlos I (1516-1556), Casa de Habsburgo. Juana I (1504-1555), Casa de Trastámara.     |
|                                                      | Rodrigo de Figueroa                                                 | agosto de 1519 a 1520                             | | Diego Colón y Perestrelo (1506-1526). | Carlos I (1516-1556), Casa de Habsburgo. Juana I (1504-1555), Casa de Trastámara.     |
|                                                      | Diego Colón y Perestrelo                                            | 10 de julio de 1509 a 16 de septiembre de 1523    | • Virrey de las Indias • Almirante de la Mar Océana | Diego Colón y Perestrelo (1506-1526). | Carlos I (1516-1556), Casa de Habsburgo. Juana I (1504-1555), Casa de Trastámara.     |
| Gobernadores de Santo Domingo (1523-1535).           |                                                                     |                                                   | | Diego Colón y Perestrelo (1506-1526). | Carlos I (1516-1556), Casa de Habsburgo. Juana I (1504-1555), Casa de Trastámara.     |
|                                                      | Gaspar de Espinosa                                                  | 16 de septiembre de 1523 a 28 de junio de 1527    | | Diego Colón y Perestrelo (1506-1526). | Carlos I (1516-1556), Casa de Habsburgo. Juana I (1504-1555), Casa de Trastámara.     |
|                                                      | Sebastián Ramírez de Fuenleal                                       | 28 de junio de 1527 a 11 de abril de 1530         | • Arzobispo de Santo Domingo • Obispo de Santo Domingo y Concepción • Obispo de Tuy • Obispo de León • Obispo de Cuenca • Gobernador de Nueva España • Capitán General de Andalucía • Presidente de la Real Audiencia de Valladolid | Luis Colón de Toledo (1526-1535).     | Carlos I (1516-1556), Casa de Habsburgo. Juana I (1504-1555), Casa de Trastámara.     |
|                                                      | Alonso de Zuazo, Rodrigo Infante y Juan de Badillo                  | 11 de abril de 1530 a 14 de diciembre de 1533     | • Oidor de la Real Audiencia de Santo Domingo | Luis Colón de Toledo (1526-1535).     | Carlos I (1516-1556), Casa de Habsburgo. Juana I (1504-1555), Casa de Trastámara.     |
|                                                      | Alonso de Fuenmayor                                                 | 14 de diciembre de 1533 a 14 de noviembre de 1535 | • Arzobispo de Santo Domingo • Obispo de Santo Domingo y Concepción • Gobernador de Almaguer • Oidor del Consejo de Navarra | Luis Colón de Toledo (1526-1535).     | Carlos I (1516-1556), Casa de Habsburgo. Juana I (1504-1555), Casa de Trastámara.     |

### Gobernadores de la Capitanía General de Santo Domingo
- 1535–1544: Alonso de Fuenmayor.
- 1544–1549: Alonso López de Cerrato.
- 1549–1556: Alonso de Fuenmayor, arzobispo de Santo Domingo.
- 1556–1558: Alonso de Maldonado.
- 1558–1560: Juan López de Cepeda.
- 1560–1561: Juan Echagoyan.
- 1561–1564: Alonso Arias de Herrera.
- 1564–1565: Antonio Osorio.
- 1565–1567: Alonso de Grajeda.
- 1567–1568: Diego de Vera.
- 1568–1572: Antonio de Mejía.
- 1572–1576: Francisco de Vera.
- 1577–1581: Gregorio González de Cuenca, presidente en 1575,[15] y capitán general.
- 1581–1583: Pedro de Arceo
- 1583–1590: Cristóbal de Ovalle, con título previo de capitán general.[14]
- 1590–1597: Lope de Vega Portocarrero, con los tres títulos mancomunados.[12][13]
- 1597–1600: Diego Osorio y Villegas
- 1600–1608: Antonio Osorio
- 1608–1624: Diego Gómez de Sandoval
- 1624–1634: Diego de Acuña
- 1634–1646: Juan de Bitrián y Viamonte, maestre de campo
- 1646–1649: Nicolás Altamirano Velasco
- 1649–1652: Gabriel de Chaves Osorio, maestre de campo
- 1652–1657: Bernardino de Meneses Bracamonte y Zapata, conde de Peñalva
- 1657–1658: Félix de Zúñiga y Avellaneda
- 1658–1660: Pérez Andrés Franco
- 1660–1662: Juan Francisco de Montemayor Córdoba y Cuenca
- 1662–1670: Juan de Balboa y Mogrovejo
- 1670–1671: Pedro de Cobos y Carvajal
- 1671–1677: Ignacio de Zayas Bazán, maestre de campo
- 1677–1679: Juan de Padilla Guardiola y Guzmán, marqués de Santa Fe de Guardiola
- 1679–1684: Francisco de Segura Sandoval y Castilla, maestre de campo
- 1684–1689: Andrés de Robles, maestre de campo
- 1689–1698: Ignacio Pérez-Caro y Fernández de Oviedo, almirante
- 1698–1699: Gil Correoso Catalán, maestre de campo

| Gobernadores de la Capitanía General de Santo Domingo (1700-1801). |                                             |                                                | | |                                          |
| Retrato                                                            | Nombre                                      | Periodo                                        | Altos cargos ejercidos | Virrey | Monarca                                  |
|                                                                    | Severino de Manzaneda y Salinas de Zumalabe | junio de 1698 a 5 de agosto de 1702            | • Caballero de la Orden de Santiago • Gobernador y capitán general de la Capitanía General de Cuba | Juan de Ortega Montañés y Patiño (1701-1702). | Felipe V (1700-1724), Casa de Borbón.    |
|                                                                    | Juan Barranco                               | 5 de agosto de 1702 a 1702                     | | Juan de Ortega Montañés y Patiño (1701-1702). | Felipe V (1700-1724), Casa de Borbón.    |
|                                                                    | Ignacio Pérez-Caro y Fernández de Oviedo    | 1702 a 1706                                    | | Francisco Fernández de la Cueva y de la Cueva (1702-1710). | Felipe V (1700-1724), Casa de Borbón.    |
|                                                                    | Guillermo Morfi                             | 1706 a 1713                                    | • Caballero de la Orden de Santiago | Francisco Fernández de la Cueva y de la Cueva (1702-1710). | Felipe V (1700-1724), Casa de Borbón.    |
|                                                                    | Pedro de Niela y Torres                     | 1713 a 1714                                    | | Fernando de Alencastre Noroña y Silva (1710-1716). | Felipe V (1700-1724), Casa de Borbón.    |
|                                                                    | Antonio Landeche                            | 1714 a 1715                                    | | Fernando de Alencastre Noroña y Silva (1710-1716). | Felipe V (1700-1724), Casa de Borbón.    |
|                                                                    | Fernando Constanzo y Ramírez                | 1715 a 1723                                    | • Caballero de la Orden de Santiago | Baltasar de Zúñiga y Guzmán Sotomayor y Mendoza (1716-1722). | Felipe V (1700-1724), Casa de Borbón.    |
|                                                                    | Francisco de la Rocha y Ferrer              | 1723 a 1732                                    | | Juan Vázquez de Acuña y Bejarano (1722-1734). | Luis I (1724), Casa de Borbón.           |
|                                                                    | Alfonso de Castro y Mazo                    | 1732 a 1739                                    | | Juan Antonio Vizarrón y Eguiarreta (1734-1740). Pedro de Castro Figueroa y Salazar (1740-1741). Pedro de Cebrián y Agustín (1741-1746).                                                                                               | Felipe V (1724-1746), Casa de Borbón.    |
|                                                                    | Pedro Zorrilla y de San Martín              | 1739 a septiembre de 1750                      | • Marqués de la Gándara Real • Caballero de la Orden de Santiago | Juan Antonio Vizarrón y Eguiarreta (1734-1740). Pedro de Castro Figueroa y Salazar (1740-1741). Pedro de Cebrián y Agustín (1741-1746).                                                                                               | Fernando VI (1746-1759), Casa de Borbón. |
|                                                                    | Juan José Colomo                            | septiembre de 1750 a 8 de octubre de 1750      | • Gobernador y capitán general de la Capitanía General de Puerto Rico | Juan Francisco de Güemes y Horcasitas (1746-1755). | Fernando VI (1746-1759), Casa de Borbón. |
|                                                                    | José Sunyer y Basteros                      | 8 de octubre de 1750 a 18 de julio de 1751     | • Teniente del Rey de la plaza de Santo Domingo | Juan Francisco de Güemes y Horcasitas (1746-1755). | Fernando VI (1746-1759), Casa de Borbón. |
|                                                                    | Pedro López Osorio                          | 18 de julio de 1751 a 20 de agosto de 1751     | | Juan Francisco de Güemes y Horcasitas (1746-1755). | Fernando VI (1746-1759), Casa de Borbón. |
|                                                                    | Francisco Rubio y Peñaranda                 | 20 de agosto de 1751 a 4 de agosto de 1759     | • Caballero de la Orden de Santiago • Comandante militar de Madrid | Agustín de Ahumada y Villalón (1755-1760). | Fernando VI (1746-1759), Casa de Borbón. |
|                                                                    | Manuel de Azlor y Urríes                    | 4 de agosto de 1759 a 17 de abril de 1771      | • Virrey de Navarra • Gobernador Político y Militar de Tarragona • Corregidor de Tarragona | Francisco Antonio Cagigal de la Vega (1760). Joaquín Juan de Montserrat y Cruillas (1760-1766). Carlos Francisco de Croix (1766-1771).                                                                                                | Carlos III (1759-1788), Casa de Borbón.  |
|                                                                    | José de Solano y Bote Carrasco y Díaz       | 17 de abril de 1771 a 3 de agosto de 1778      | • 1.º Marqués del Socorro • Caballero de la Orden de Santiago • Caballero de la Orden de San Jenaro • Capitán General de la Real Armada Española • Gobernador y Capitán General de la Provincia de Venezuela | Antonio María de Bucareli y Ursúa (1771-1779). | Carlos III (1759-1788), Casa de Borbón.  |
|                                                                    | Isidro de Peralta y Rojas                   | 3 de agosto de 1778 a 26 de septiembre de 1785 | • Gobernador de Tarifa | Martín de Mayorga y Ferrer (1779-1783). Matías de Gálvez y Gallardo (1783-1784). | Carlos III (1759-1788), Casa de Borbón.  |
|                                                                    | Joaquín García y Moreno                     | 26 de septiembre de 1785 a 17 de abril de 1786 | • Teniente del Rey de la plaza de Santo Domingo | Bernardo de Gálvez y Gallardo (1785-1786). | Carlos III (1759-1788), Casa de Borbón.  |
|                                                                    | Manuel González de Aguilar                  | 17 de abril de 1786 a 2 de agosto de 1788      | • Gobernador y capitán general de la Provincia de Venezuela | Alonso Núñez de Haro y Peralta (1787). Manuel Antonio Flórez Maldonado Martínez de Angulo y Bodquín (1787-1789). | Carlos III (1759-1788), Casa de Borbón.  |
|                                                                    | Pedro Catani                                | 2 de agosto de 1788 a 1 de diciembre de 1788   | • Oidor de la Real Audiencia de Santo Domingo | Alonso Núñez de Haro y Peralta (1787). Manuel Antonio Flórez Maldonado Martínez de Angulo y Bodquín (1787-1789). | Carlos III (1759-1788), Casa de Borbón.  |
|                                                                    | Joaquín García y Moreno                     | 1 de diciembre de 1788 a 22 de febrero de 1801 | | Juan Vicente de Güemes Pacheco de Padilla y Horcasitas (1789-1794). Miguel de la Grúa Talamanca de Carini y Branciforte (1794-1798). Miguel José de Azanza Alegría (1798-1800). Félix Berenguer de Marquina y FitzGerald (1800-1803). | Carlos IV (1788-1808), Casa de Borbón.   |

### Gobernadores Generales de la Colonia de Saint-Domingue
Los Gobernadores Generales durante la ocupación francesa fueron en total 5 desde la salida del Gobernador español y tras la posesión de Toussaint Louverture hasta la capitulación del Gobernador General Joseph-David de Barquier
| Gobernadores Generales de la Colonia de Saint-Domingue. |                                         |                                             |                        |                                                                                             |
| Retrato                                                 | Nombre                                  | Periodo                                     | Altos cargos ejercidos | Gobernante                                                                                  |
|                                                         | Francois Dominique Toussaint Louverture | 22 de febrero de 1801 a 5 de mayo de 1802   |                        | Napoleón Bonaparte, Jean Jacques Régis de Cambacérès y Charles-François Lebrun (1799-1804). |
|                                                         | Charles Victoire Emmanuel Leclerc       | 5 de mayo de 1802 a 2 de noviembre de 1802  |                        | Napoleón Bonaparte, Jean Jacques Régis de Cambacérès y Charles-François Lebrun (1799-1804). |
|                                                         | Antonie Nicolas Kerverseau              | 2 de noviembre de 1802 a 1803               |                        | Napoleón Bonaparte, Jean Jacques Régis de Cambacérès y Charles-François Lebrun (1799-1804). |
|                                                         | Jean-Louis Ferrand                      | 1803 a 7 de noviembre de 1808               |                        | Napoleón Bonaparte, Jean Jacques Régis de Cambacérès y Charles-François Lebrun (1799-1804). |
|                                                         | Joseph-David de Barquier                | 7 de noviembre de 1808 a 9 de julio de 1809 |                        | Napoleón I (1804-1814), Casa de Bonaparte.                                                  |

### Gobernadores de la Capitanía General de Santo Domingo (1809-1820)
La Capitanía General de Santo Domingo se reincorporó a la Corona española oficialmente el 9 de julio de 1809, declarándose nulo el Tratado de Basilea luego de la capitulación francesa hecha por el Gobernador General Joseph-David de Barquier. La Junta de Sevilla en nombre del rey Fernando VII de España designaría a Juan Sánchez Ramírez como Gobernador, Capitán General e Intendente de la Capitanía General de Santo Domingo.
| Gobernadores de la Capitanía General de Santo Domingo (1809-1820). |                              |                                               | | |                                           |
| Retrato                                                            | Nombre                       | Periodo                                       | Altos cargos ejercidos | Virrey | Monarca                                   |
|                                                                    | Juan Sánchez Ramírez         | 9 de julio de 1809 a 11 de febrero de 1811    | | Pedro de Garibay (1808-1809). Francisco Javier de Lizana y Beaumont (1809-1810). Francisco Xavier Venegas Saavedra y Rodríguez de Arenzana (1810-1813). | Fernando VII (1808-1833), Casa de Borbón. |
|                                                                    | Manuel Caballero y Masot     | 11 de febrero de 1811 a 6 de mayo de 1813     | | Félix María Calleja y del Rey Bruder Losada Campaño y Montero de Espinosa (1813-1816).                                                                  | Fernando VII (1808-1833), Casa de Borbón. |
|                                                                    | Carlos de Urrutia y Montoya  | 6 de mayo de 1813 a 24 de septiembre de 1818  | • Gobernador y capitán general del Reino de Guatemala • Jefe Político Superior de la Provincia de Guatemala                               | Juan José Ruiz de Apodaca y Eliza (1816-1820). | Fernando VII (1808-1833), Casa de Borbón. |
|                                                                    | Sebastián Kindelán y O´Regan | 24 de septiembre de 1818 a 4 de junio de 1820 | • Caballero de la Orden de Santiago • Gobernador de la Florida Oriental • Jefe Político Superior de Cuba • Gobernador de Santiago de Cuba | Juan José Ruiz de Apodaca y Eliza (1816-1820). | Fernando VII (1808-1833), Casa de Borbón. |

### Trienio Liberal
El 4 de junio de 1820 el Gobernador Sebastián Kindelán instauro en Santo Domingo la Constitución de Cádiz de 1812, provocando que Santo Domingo se convirtiera en la Provincia de Santo Domingo. 
| Jefes Políticos Superiores de Santo Domingo. |                              |                                              | |                                           |
| Retrato                                      | Nombre                       | Periodo                                      | Altos cargos ejercidos | Monarca Constitucional                    |
|                                              | Sebastián Kindelán y O'Regan | 4 de junio de 1820 a 16 de mayo de 1821      | • Caballero de la Orden de Santiago • Gobernador de la Florida Oriental • Jefe Político Superior de Cuba • Gobernador de Santiago de Cuba | Fernando VII (1808-1833), Casa de Borbón. |
|                                              | Pascual Real                 | 16 de mayo de 1821 a 30 de noviembre de 1821 | | Fernando VII (1808-1833), Casa de Borbón. |

### Periodo Haitiano
| 'Gobernadores Políticos y Presidentes de la Junta de Gobierno del Estado Independiente del Haití Español o la Parte Española de la isla de Santo Domingo. |                                |                                               |                                                                                |                                     |
| Retrato | Nombre                         | Periodo                                       | Altos cargos ejercidos                                                         | Presidente Constitucional           |
| | José Nuñez de Cáceres y Albor  | 1 de diciembre de 1821 a 9 de febrero de 1822 | • Auditor de Guerra de Santo Domingo • Teniente de Gobernador de Santo Domingo | Simón Bolívar (1819-1830).          |
| Gobernadores de Santo Domingo (1822-1844). |                                |                                               |                                                                                |                                     |
| | Jérôme-Maximilien Borgella     | 9 de febrero de 1822 a 1832                   |                                                                                | Jean-Pierre Boyer (1818-1830).      |
| | Bernard-Philippe-Alexis Carrié | 1832 a febrero de 1843                        |                                                                                | Jean-Pierre Boyer (1818-1830).      |
| | Charles Rivière-Hérard         | febrero de 1843 a 1843                        | • Presidente de Haití                                                          | Jean-Pierre Boyer (1818-1830).      |
| | Léo Hérard                     | 1843 a 27 de febrero de 1844                  |                                                                                | Charles Rivière-Hérard (1843-1844). |

### Tercera Época Hispánica
El 18 de marzo de 1861 el presidente de la República Dominicana, Pedro Santana, proclamaría la anexión o reincorporación de Santo Domingo a España, sin embargo no fue oficial hasta el 19 de mayo de 1861 tras la autorización española
| Gobernadores Generales de Santo Domingo.                                                |                                    |                                                | |                                                                               |                                        |
| Retrato                                                                                 | Nombre                             | Periodo                                        | Altos cargos ejercidos | Presidente del Consejo de Ministros                                           | Monarca Constitucional                 |
|                                                                                         | Pedro Santana Familias             | 18 de marzo de 1861 a 19 de mayo de 1861       | • 1.º Marqués de Las Carreras | Leopoldo O'Donnell y Jorís (1858-1863).                                       | Isabel II (1833-1868), Casa de Borbón. |
| Gobernadores Superiores Civiles y Capitanes Generales de la Provincia de Santo Domingo. |                                    |                                                | | Leopoldo O'Donnell y Jorís (1858-1863).                                       | Isabel II (1833-1868), Casa de Borbón. |
|                                                                                         | Pedro Santana Familias             | 19 de mayo de 1861 a 20 de julio de 1862       | • 1.º Marqués de Las Carreras | Leopoldo O'Donnell y Jorís (1858-1863).                                       | Isabel II (1833-1868), Casa de Borbón. |
|                                                                                         | José Felipe Rivero y Lemoine       | 20 de julio de 1862 a 24 de septiembre de 1863 | • Virrey de Navarra • Presidente del Tribunal Supremo de Guerra y Marina • Presidente del Consejo Supremo de la Guerra • Capitán General de Aragón • Capitán General de Andalucía • Capitán General de Castilla la Nueva | Leopoldo O'Donnell y Jorís (1858-1863).                                       | Isabel II (1833-1868), Casa de Borbón. |
|                                                                                         | Carlos de Vargas Machuca y Cerveto | 24 de septiembre de 1863 a 31 de marzo de 1864 | | Manuel Pando Fernández de Pinedo (1863-1864). Lorenzo Arrazola García (1864). | Isabel II (1833-1868), Casa de Borbón. |
|                                                                                         | José de La Gándara y Navarro       | 31 de marzo de 1864 a 10 de julio de 1865      | • Gobernador y capitán general de la Capitanía General de las Filipinas • Gobernador Militar de Fernando Poo • Gobernador de Santiago de Cuba • Capitán General de Castilla la Vieja                                     | Alejandro Mon y Menéndez (1864). Ramón María Narváez y Campo (1864-1865).     | Isabel II (1833-1868), Casa de Borbón. |

## Organización eclesiástica
Por medio de la bula Illius fulciti praesedio del 15 de noviembre de 1504, el papa Julio II erigió en la isla La Española la arquidiócesis de Yaguata (Hyaguata o Yaguate) y sus dos sufragáneas: la diócesis de Bayuna (o Bainoa) y la diócesis de Magua (o Amanaguá). Pero la bula no se ejecutó por oposición del rey.
El 13 de agosto de 1511, el mismo papa por medio de la bula Romanus pontifex illius suprimió las tres diócesis y creó otras tres nuevas sufragáneas de la arquidiócesis de Sevilla. Estas eran: diócesis de Santo Domingo, diócesis de Concepción de la Vega y diócesis de Puerto Rico. En 1527 fue suprimida la diócesis de Concepción de la Vega, quedando toda la isla bajo la jurisdicción de la de Santo Domingo.
Por medio de la bula Super universæ orbis ecclesiæ del 12 de febrero de 1546 fue erigida la arquidiócesis de Santo Domingo, asignándole como sufragáneas a las diócesis de:
- Diócesis de Cuba (erigida en 1518 como Diócesis de Asunción de Baracoa, trasladada a Santiago de Cuba en 1522).
- Diócesis de Puerto Rico (erigida en 1511).
- Diócesis de Coro (erigida en 1531 en Venezuela, trasladada a Caracas en 1638).
- Diócesis de Santa Marta (erigida en 1534, trasladada a Bogotá en 1562, arquidiócesis de Santafé de Bogotá desde 1564).
- Diócesis de Cartagena (erigida en 1534, sufragánea de Santafé de Bogotá desde 1564).
- Diócesis de Comayagua (erigida en 1531 en Trujillo, no ocupada y reerigida en 1539, trasladada a Comayagua en 1561, llamada Tegucigalpa desde 1916, en Honduras). Sufragánea de México desde 1620 y de Guatemala desde el 16 de diciembre de 1743.
- Abadía nullius de Jamaica (erigida en 1516, abandonada en 1650 y suprimida en 1655).

En 1803 fue erigida la arquidiócesis de Caracas (o Santiago de Venezuela), pasando a ser sus sufragáneas las diócesis de Mérida (erigida en 1778) y Guayana (erigida en 1790) hasta entonces sufragáneas de la de Santo Domingo.
En 1803 fue erigida la arquidiócesis de Santiago de Cuba, pasando a ser sus sufragáneas las diócesis de San Cristóbal de La Habana (erigida en 1787 como arquidiócesis de San Cristóbal de La Habana, Luisiana y las Floridas), la diócesis de San Juan de Puerto Rico y la diócesis de Luisiana y las Floridas (erigida en 1793).
A raíz de la Paz de Basilea, en 1795 desapareció la archidiócesis de Santo Domingo, siendo restaurada el 16 de noviembre de 1816 por medio de la bula Divinis praeceptis, que la reconoció como Primada de las Indias.